# Stora Skivgrund
Stora Skivgrund är en ö i Åland (Finland). Den ligger i Ålands hav eller Skärgårdshavet och i kommunen Jomala i landskapet Åland, i den sydvästra delen av landet. Ön ligger nära Mariehamn och omkring 280 kilometer väster om Helsingfors.
Öns area är 7 hektar och dess största längd är 390 meter i öst-västlig riktning.